# Kallinchen
Kallinchen (niedersorbisch Gólinki ) ist ein Dorf am Motzener See und gehört als Ortsteil zur Stadt Zossen im Landkreis Teltow-Fläming (Brandenburg).

## Lage
Das Dorf Kallinchen bildet den südlichsten Teil des alten Teltower Kreises. Im Osten grenzt es an das Schenkenländchen und im Süden und Westen liegt die einstige Herrschaft Zossen. Heute liegt der Ort östlich des Zossener Stadtzentrums und grenzt im Osten direkt an den Motzener See. Südlich grenzt der Mittenwalder Ortsteil Töpchin an. Es folgen im Uhrzeigersinn die Zossener Ortsteile Wünsdorf und Schöneiche sowie im Norden das Stadtzentrum von Mittenwalde. Die höchste Erhebung ist der südwestlich gelegene, 67,8 Meter hohe Guhringsberg.

## Geschichte und Etymologie

### 15. und 16. Jahrhundert
Das Sackgassendorf wurde erstmals urkundlich am 8. September 1430 erwähnt, als die Herren von Torgow der Herrschaft Zossen zwei Altäre stifteten, von denen einer „in dem dorffe czu Calinicken“ aufgestellt wurde. Allerdings finden sich in den Dokumenten keine Angaben über Pfarrhufen, der Ort war zu jeder Zeit nach Motzen eingekircht. Der Name leitet sich aus dem Slawischen ab und bedeutet so viel wie Sumpfgebiet, was auf die wasserreiche Lage am Motzener See hinweist. In dem Dorf gab es zu dieser Zeit ein Schulzengut, das der Herrschaft Zossen zugehörig war. Sie erhielten sowohl Zinsen aus dem Schulzengut wie auch von acht Bauern, die in Kallinchen Landwirtschaft betrieben. Im Jahr 1492 kam es in Kaling bzw. vonn Kallingken zu einer Machtverschiebung. Die von Glaubitz erhielten eine Hälfte des Dorfes mit Ober- und Untergericht, während die andere Hälfte und damit auch der halbe Schulzendienst bei den von Torgow verblieb. Es gab neun Hufnerdienste, von denen einer nur alle drei Jahre ausgeübt werden musste; hinzu kamen zwei Kötterdienste. 1545 wurden die von Thümen zu Löwenbruch mit vier Hufen belehnt, während die verbleibenden 10 Hufen dem Amt Zossen zustanden. 1555 hieß der Ort Gallunchen. 1583 gab es im Ort einen Schulzen, der zwei Hufen besaß. Hinzu kamen 13 Einhufner und zwei Kötter mit vier bzw. sieben Morgen Acker. Sie entrichteten Abgaben an das Amt. Im Jahr 1598 gab es die Schreibweise Gallinichen.

### 17. Jahrhundert
1623 wechselte der von Glaubitsche Besitz an einen Herrn Berchelmann. Ein Jahr später gab es im Ort 14 Hufner, zwei Kötter sowie einen Hirten. Die gesamte Gemarkung war zu dieser Zeit 15 Hufen groß. 1633 kam es zu einem erneuten Wechsel, als der Berchelmannsche Besitz an einen Herrn Müller zu Zossen mit 1/7 Schulzendienst, Hebungen und Diensten von 10 Hufner und einem Kötter wechselte. Er hielt seinen Anteil bis in das Jahr 1650 und veräußerte einen Großteil davon anschließend anfangs wiederkaufsweise, später erblich an einen Herrn Herzberg zu Mittenwalde. Ein weiterer Anteil ging bereits 1645 wiederverkaufsweise an die Familie Berchelmann und von dort 1660 an die Familie von Ziesar. Vom Dreißigjährigen Krieg war auch Kallinchen erheblich betroffen. 1652 lebten lediglich noch der Schule, neun Bauern mit zwei Söhnen und ein Knecht im Ort. 1655 waren es der Schulze, 13 Hufner und zwei Kötter, die Fischereirechte besaßen. Der Thümschen Anteil ging 1683 an die Familie von Schlaberndorf, die ihn 1691 an von Rhetz weitergaben.

### 18. Jahrhundert
Der ehemalige Thümsche bzw. Schlabrendorfsche Anteil wechselte in den folgenden Jahren vergleichsweise oft. Von 1695 bis 1704 lag es bei der Familie Sohre, danach bis 1707 bei der Familie Kiesewetter, anschließend von 1707 bis 1716 bei der Frau von Chwalkowska und Frau von Münchow. Diese Familie führte ihren Besitz mit dem ehemaligen Glaubitzschen Anteil zusammen und veräußerten sie an die Familie Haußherr. Erst 1729 kehrte Kontinuität ein, als die Anteile durch den königlichen Aufkauf in die Herrschaft Königs Wusterhausen kam. 1745 lebten 14 Bauern und zwei Kötter im Ort; es gab einen Krug. Die Stabilität zahlte sich für das Königshaus aus. 1771 gab es 16 Giebel (=Wohnhäuser), einen Hirte sowie einen Schäferjungen. Sie zahlten für die insgesamt 15 Hufen je acht Groschen.

### 19. Jahrhundert
1801 lebten im Ort 14 Ganzbauern, zwei Ganzkötter, fünf Büdner und sieben Einlieger. Es gab nach wie vor einen Krug sowie 23 Feuerstellen (=Haushalte). 1840 war der Ort auf bereits 25 Wohnhäuser angewachsen. 1858 zählte die Statistik 25 Hofeigentümer, die 16 Knechte und Mägde beschäftigten. Es gab acht Arbeiter und 25 Besitzungen. Die größte Besitzung umfasste 475 Morgen. 15 weitere Besitzungen waren zwischen 30 und 300 Morgen groß (zusammen 3671 Morgen) sowie neun unter 5 Morgen (zusammen 30 Morgen). Im Ort erschienen erstmals zwei Maurergesellen – ein Anzeichen eines bescheidenen Aufschwungs durch den Abbau von Ton, aus dem Mauersteine gebrannt. Allerdings gab es auch einen Armen. 1860 bestanden im Ort 27 Wohn- und 69 Wirtschaftsgebäude sowie ein öffentliches Gebäude. Die Einwohner bewirtschafteten 2835 Morgen Wald, 800 Morgen Acker, 365 Morgen Weide und 160 Morgen Wiese. Die Gehöfte nahmen 30 Morgen ein. Gegen Ende des 19. Jahrhunderts existierten im Ort mehr als zwanzig Ziegeleien, in denen schätzungsweise 1000 Arbeiter beschäftigt waren.

### 20. und 21. Jahrhundert

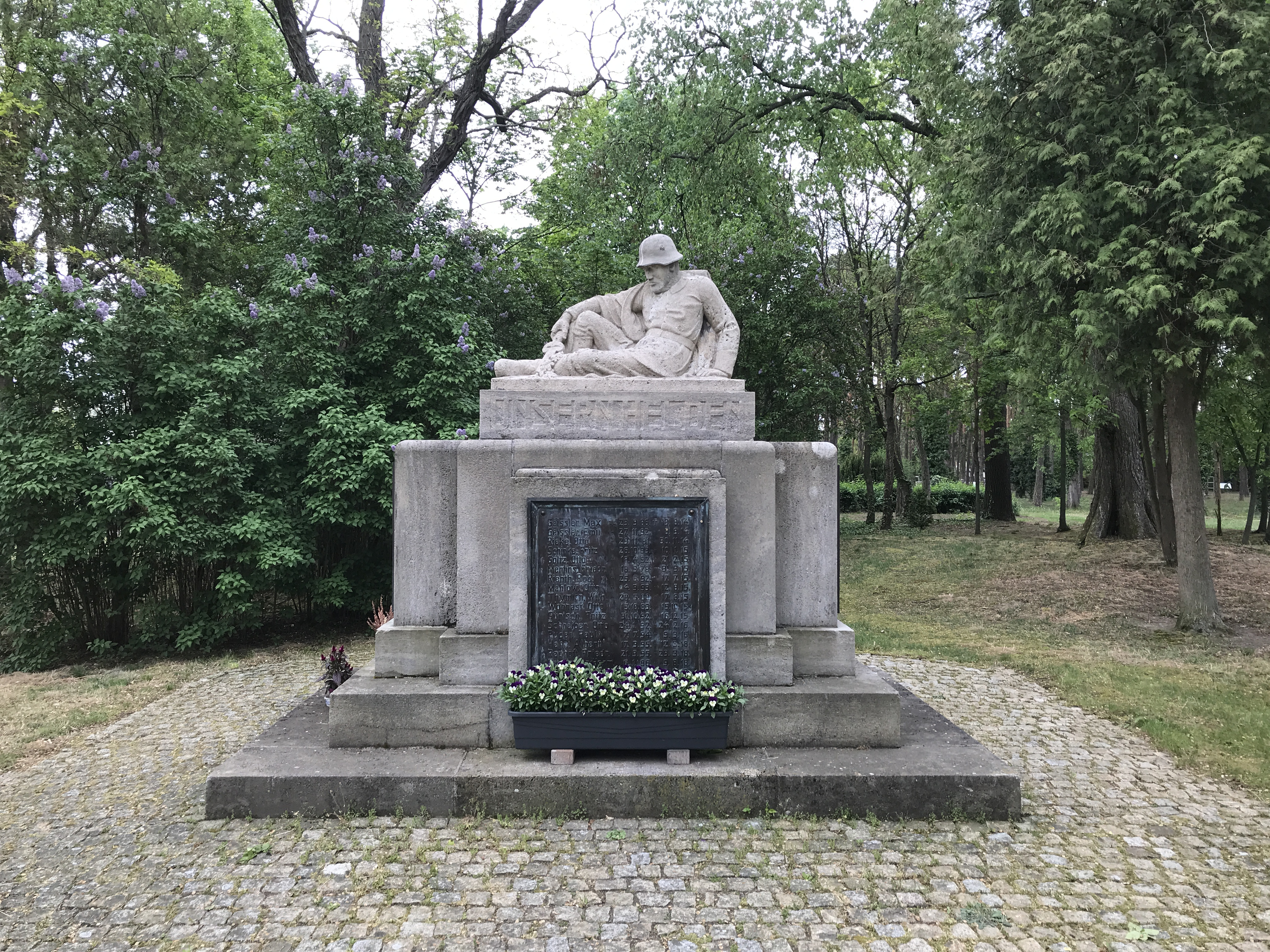
Gefallenendenkmal

Im Jahr 1900 war der Bestand an Gebäuden auf 64 Häuser angewachsen und stieg auf 82 Wohnhäuser im Jahr 1931. 1927 entstand im Ort der erste deutsche Nacktbadezeltplatz. In den 1920er und 1930er Jahren gründete Milla von Posch eine Schule für benachteiligte Jugendliche. Da sie dort auch jüdische Kinder unterrichtete, wurde die Anstalt in der Zeit des Nationalsozialismus geschlossen. 1932 entstanden die Wohnplätze Mühle, Siedlung Am Kanal und Siedlung Am Motzener See; 1941 das Forsthaus Kallinchen.
Nach dem Ende des Zweiten Weltkrieges wurden 334 Hektar enteignet, davon 211 Hektar des ehemaligen Heeresfiskus. 158 Hektar wurden neu aufgeteilt. 14 Bauern erhielten bis zu ein Hektar Land (zusammen fünf Hektar), zwei weitere Bauern zusammen vier Hektar, während das übrige Land auf 56 Altbauern verteilt wurde. In der Zeit der DDR entstanden am Seeufer zahlreiche Ferienbungalows. Darüber hinaus wurden große Teile der Gemarkung zum militärischen Sperrgebiet erklärt. Das Ministerium für Staatssicherheit betrieb dort ein Ausbildungscamp. 1950 bestand Kallinchen als Gemeinde mit den Wohnplätzen Ausbau Richter, Pix-Ausbau, Forsthaus, Dorflage, Seesiedlung und Chausseesiedlung. 1956 gründete sich eine LPG Typ I mit zunächst sechs Mitgliedern, die 34 Hektar landwirtschaftliche Nutzfläche bewirtschafteten. Kurz darauf schlossen sich zahlreiche weitere Bauern an, so dass die LPG im Jahr 1960 bereits auf 31 Mitgliedern mit 182 Hektar Fläche angewachsen war. Ab 1973 bestand im Ort der Werkteil Kallinchen des VEB Beschläge Luckenwalde.
Am 26. Oktober 2003 wurde Kallinchen nach Zossen eingemeindet.

## Bevölkerungsentwicklung
| Jahr      | 1734 | 1772 | 1801 | 1817 | 1840 | 1858 | 1895 | 1925       | 1939 | 1946 | 1964 | 1971 |
| Einwohner | 108  | 130  | 142  | 177  | 182  | 188  | 492  | 440 und 50 | 516  | 623  | 561  | 528  |

## Politik
Kallinchen verfügt über einen Ortsbeirat bei der Stadt Zossen, der wie folgt zusammengesetzt ist:
| Name               | Funktion       | Partei                         |
| ------------------ | -------------- | ------------------------------ |
| Reinhard Schulz    | Ortsvorsteher  | Wählergemeinschaft Kallinchen  |
| Maik Hansche       | Stellvertreter | Wählergemeinschaft Kallinchen  |
| Wendelin Trautmann | Stellvertreter | Christlich Demokratische Union |

## Sehenswürdigkeiten

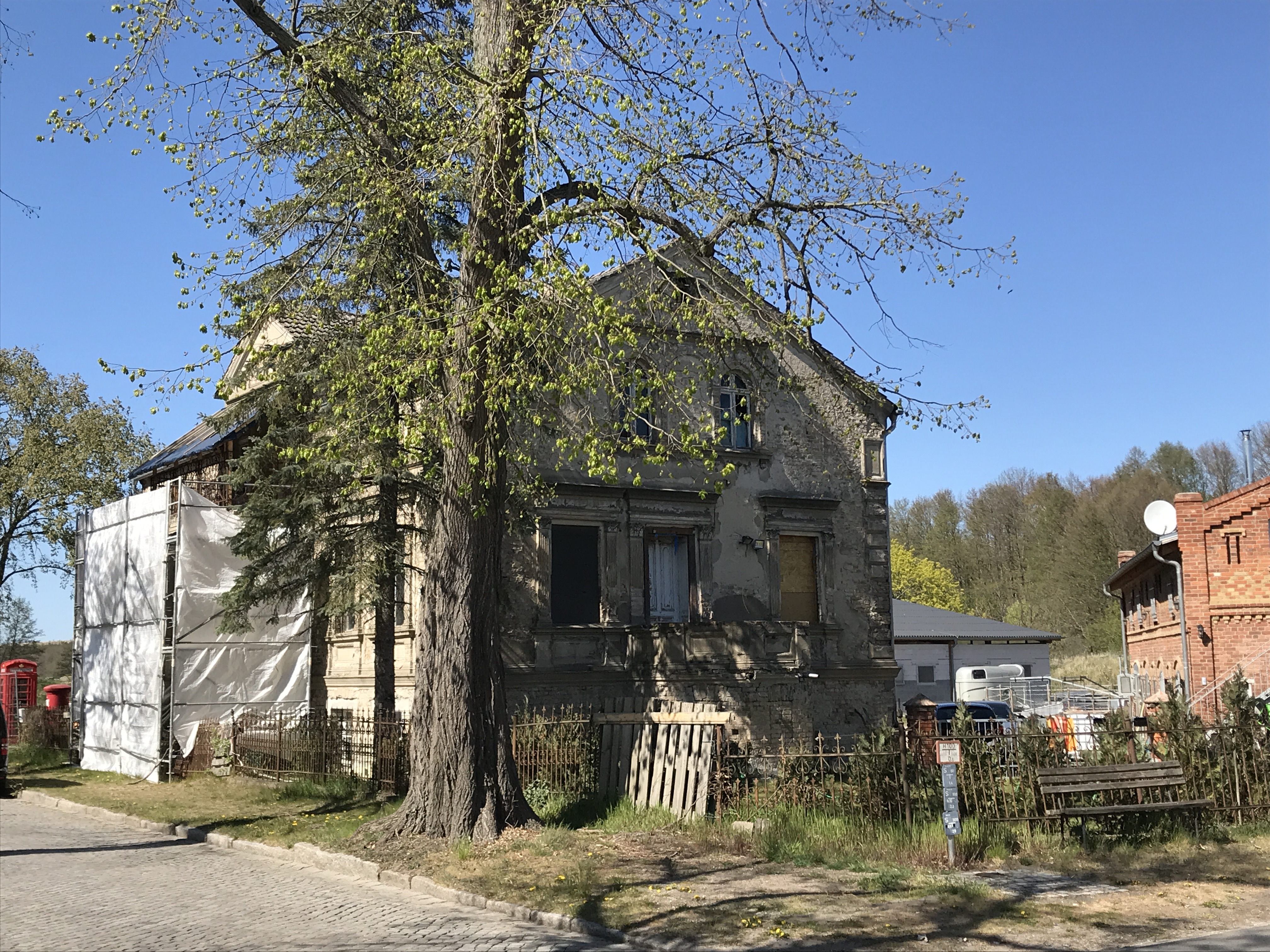
Wohnhaus in der Hauptstraße 1

- Das Wohnhaus in der Hauptstraße 1 steht unter Denkmalschutz.
- Denkmal für die Gefallenen der Weltkriege

## Tourismus

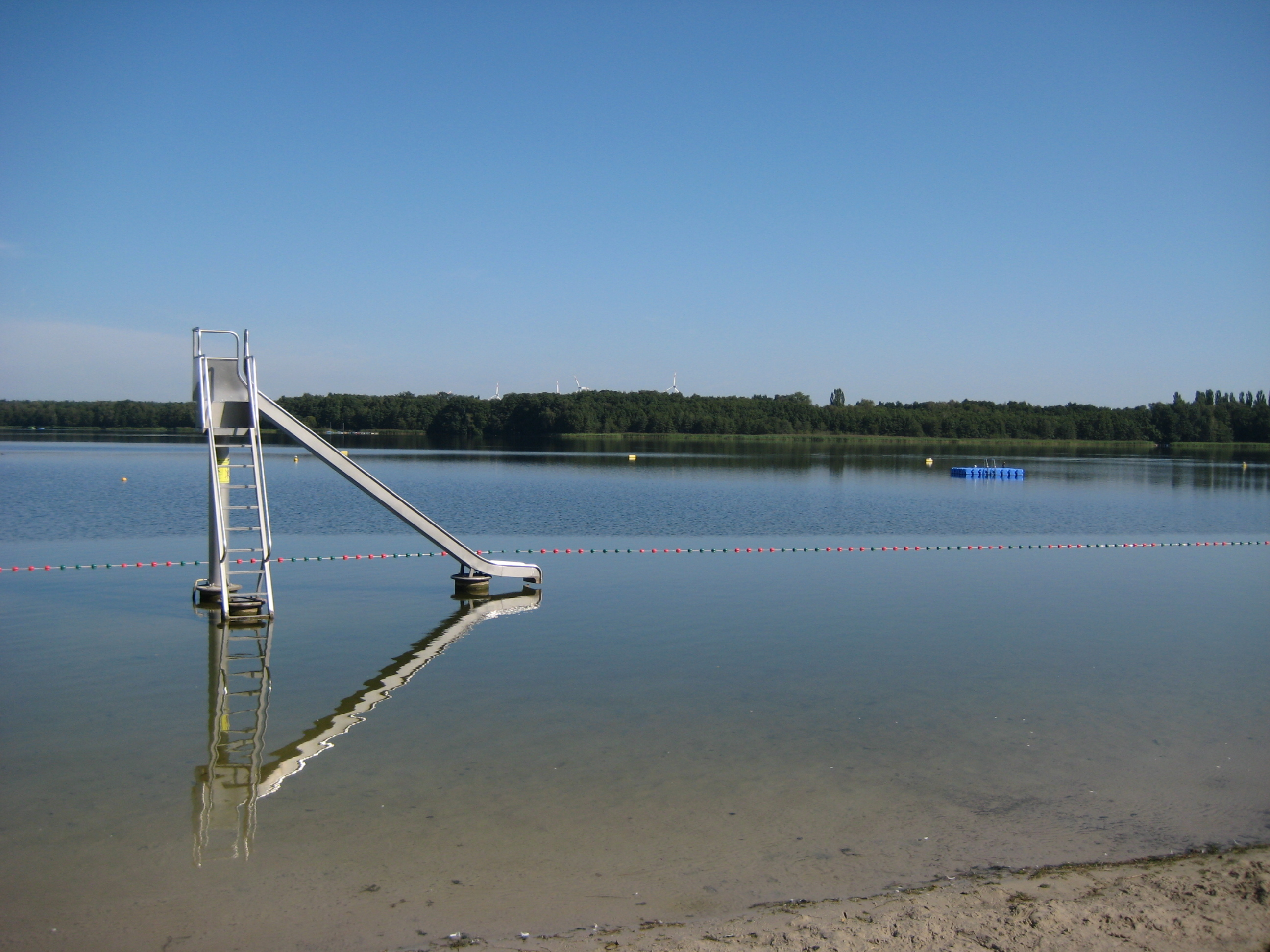
Strandbad am Motzener See

Kallinchen hat ein kommunales Strandbad, das mit einem Sport- und Freizeitpark verbunden ist und im Sommer u. a. mit einem Bootsverleih bewirtschaftet wird. Auf dem ehemaligen Militärgelände ist das Offroad-Gelände Teltow-Fläming-Park eingerichtet, der einen Parcours für geländegängige Fahrzeuge bietet. Auf dem Areal gibt es auch einen Kletterwald.

## Vereine
- Allgemeine Körperkultur Birkenheide e. V. – nach eigenen Angaben ‚einer der ältesten noch bestehenden FKK-Vereine Deutschlands‘
- Angelverein Ortsgruppe Kallinchen
- Freier Wald e. V.
- Freiwillige Feuerwehr Kallinchen
- Heimatverein Kallinchen e. V.
- Karnevalsclub Kallinchen e. V.